# Solana de Ávila
Solana de Ávila község Spanyolországban, Ávila tartományban. Solana de Ávila Becedas, Junciana, La Carrera, Umbrías, Gil García, Puerto Castilla, Tornavacas, Candelario, Béjar, Navacarros, La Hoya és San Bartolomé de Béjar községekkel határos. Lakosainak száma 100 fő (2024).

## Népesség
A település népessége az utóbbi években az alábbiak szerint változott:
| Lakosok száma | 205  | 194  | 186  | 156  | 149  | 146  | 126  | 110  | 112  | 100  |
|               | 2001 | 2004 | 2006 | 2009 | 2011 | 2014 | 2016 | 2019 | 2021 | 2024 |